# Кутуб ас-ситта

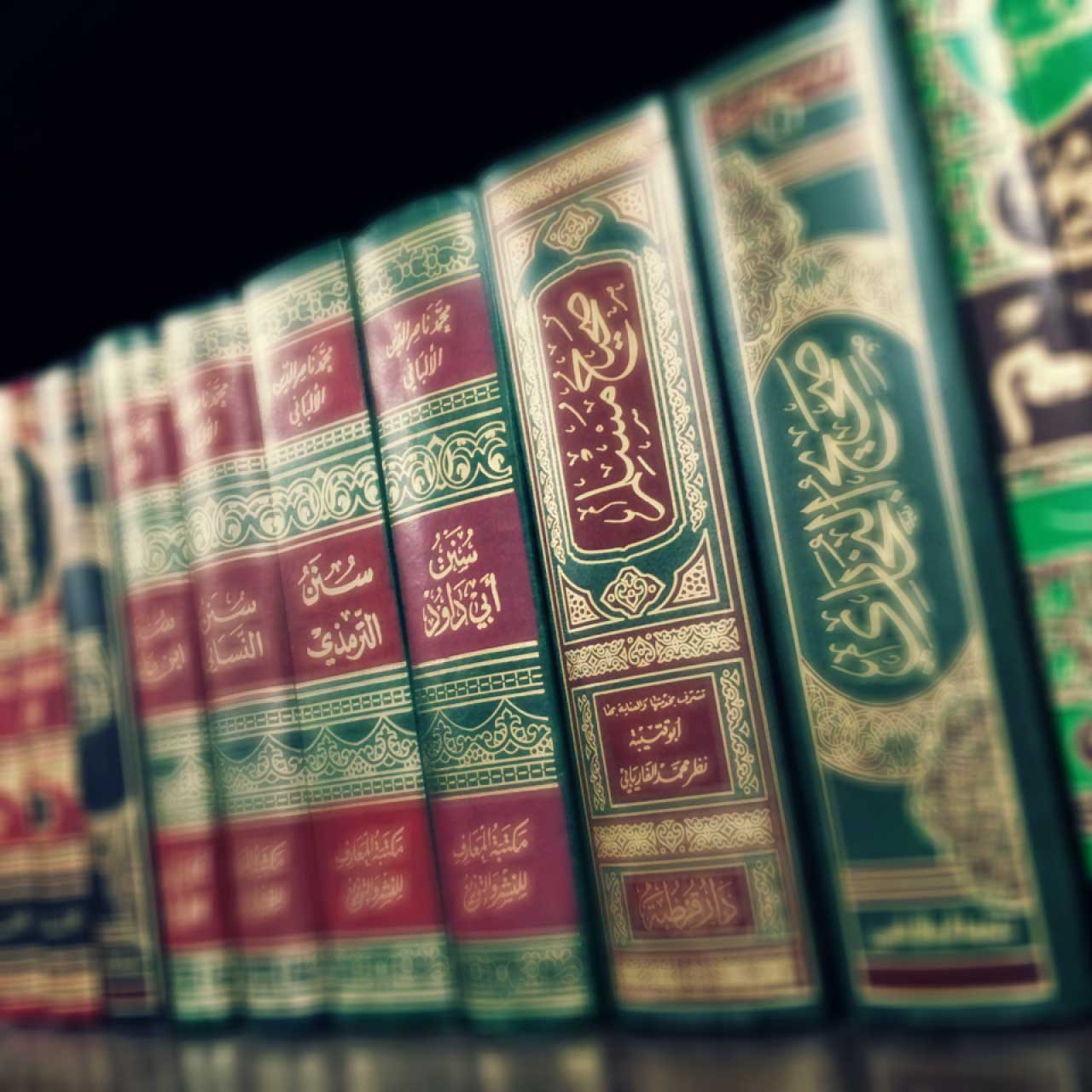
Кутуб ас-Ситта

Аль-Ку́туб ас-Си́тта (араб. الكتب الستة‎ — «Шестикнижие») — шесть основных суннитских сборников хадисов, собранные исламскими богословами примерно через 200 лет после смерти исламского пророка Мухаммеда. Другое название «Ас-Сиха́х ас-Ситта», то есть «достоверная шестёрка».
К Кутуб ас-Ситта относятся:
1. «Аль-Джами ас-Сахих» Мухаммада ибн Исмаила аль-Бухари
2. «Аль-Джами ас-Сахих» Муслима ибн аль-Хаджжадж
3. «Сунан» Абу Дауда
4. «Джами» Абу Исы ат-Тирмизи
5. «ас-Сунан ас-Сугра» ан-Насаи
6. «Сунан» Ибн Маджи

## Сборники
Официально они впервые вместе были собраны в XI веке исламским богословом Ибн аль-Кайсарани. Кутуб ас-Ситта пользуется почти всеобщим признанием у суннитов.

### Сахих аль-Бухари
«Сахих аль-Бухари» (араб. صحيح البخاري‎) — первый собранный сборник хадисов, в котором исключительно достоверные хадисы. Автор — Мухаммад аль-Бухари, проделал колоссальный труд, собрав сообщения о Мухаммеде в различных уголках Халифата. После тщательного анализа он отобрал 7275 хадисов, что составило чуть более одного процента от того, что он собрал. Среди всех сборников хадисов, именно «Сахих» аль-Бухари признается в исламском мире самым надежным и важным источником. Комментарии к Сахиху аль-Бухари написали такие известные исламские богословы как: Ибн Хаджар аль-Аскаляни, аль-Касталяни, Ас-Суюти, Ибн Касир, Ибн Раджаб и другие.

### Сахих Муслима
«Сахих Муслим» (араб. صحيح مسلم‎) считается вторым по достоверности сборником хадисов Мухаммеда после «Сахиха» аль-Бухари. Книга написана Муслимом ибн аль-Хаджжаджем. За время своего путешествия по Ираку, Аравийскому полуострову, Сирии и Египту Муслим ибн аль-Хаджжадж собрал около 300 тысяч хадисов, из которых лишь малая часть отвечала критериям достоверности. «Сахих» Муслима разделен на 43 книги, содержащих в общей сложности 7190 хадисов, из них без повторений 2200 хадисов. Около 1400 достоверных хадисов изложены в других сборниках хадисов.
Амин Ахсан Ислахи отметил некоторые особенности «Сахиха» Муслима:
1. Муслим записал только такие рассказы, которые сообщили два надежных передатчика из числа сахабов (сподвижников Мухаммада), который впоследствии пошли по двум независимым непрерывным цепочкам (иснадам).
2. Расположение темы и разделы. Муслим приводит хадис, а рядом с ним, ставит все его версии (риваят).
3. Риваяты хадисов так же как и другие хадисы приведены вместе с иснадом (цепочкой передатчиков).

Комментарии к Сахиху Муслима написали Ибн ас-Салах, ан-Навави, Шаббир Ахмад Усмани, Мухаммад Таки Усмани, Аллама Гулам Расул Саиди, Аль-Хумайди и др.

### Сунан ан-Насаи
«Сунан ан-Насаи», (араб. سنن النسائي‎) «ас-Сунан ас-Сугра́» (араб. السنن السغرى‎) или «аль-Му́джтаба» (араб. المجتبى‎) передаётся единственным путём от ученика ан-Насаи Ибн ас-Сунни, от учеников которого он и распространился. Сборник содержит 5758 хадисов, однако, если изъять повторяющиеся хадисы, их число уменьшиться вдвое, ибо одной из особенностей «Сунана» ан-Насаи является приведение одного и того же хадиса в нескольких разделах. «Сунан» ан-Насаи является самым крупным среди четырёх сунанов Шестикнижия. «Сунан» Абу Дауда содержит 5274 хадиса, «Сунан» Ибн Маджи 4341 хадиса, а сборник ат-Тирмизи 3956 хадиса, но при исключении повторяющихся хадисов «Сунан» ан-Насаи становится значительно меньше «Сунана» Абу Дауда.
Несмотря на то, что ан-Насаи предъявлял к хадисам более строгие требования, чем авторы других «Сунанов», его труд не получил такого внимания со стороны толкователей и комментаторов, как «Сунаны» Абу Дауда и ат-Тирмизи, которые содержит бо́льшее количество слабых и отвергаемых хадисов. Так же дело обстоит с переводами «Сунана» ан-Насаи, который, в отличие от «Сахихов» аль-Бухари и Муслима и «Сунанов» Абу Давуда и ат-Тирмизи, никогда не издавался в полном переводе на русский язык.

### Сунан Абу Дауда
«Сунан Абу Дауда» (араб. سنن أبي داود‎) — самый маленький из шести основных сборников хадисов, собранный Абу Даудом. Имам Абу Дауд писал свою главную в жизни книгу в течение 20 лет. Из около 500 тыс. собранных им хадисов, в сборник было включено только 5274. В «Сунане» Абу Дауда есть хадисы, которые не встречаются в «Сахихах» аль-Бухари и Муслима. Книги разделена на главы, соответствующие разделам фикха: «Вера», «Очищение», «Молитва», «Закят» и другие. Впервые сборник хадисов «Сунан Абу Дауда» был издан в Дели (Индия), в 1271 году от хиджры.

### Сунан ат-Тирмизи
«Джами ат-Тирмизи» (араб. جامع الترمذي‎), известный также как «Сунан ат-Тирмизи» (араб. سُـنَن الترمذي‎) считается пятым по достоверности из шести основных сборников хадисов. В нём содержится 3962 хадисов, и была разделена на пятьдесят глав, в соответствии с принципами исламского права. Среди хадисов имеются достоверные (сахих), хорошие (хасан) и слабые (даиф) хадисы. При написании книги ат-Тирмизи сначала давал название разделу, а затем приводил один или два хадиса по предложенной теме. Далее он приводит мнения правоведов по тому или иному вопросу. Основной упор в книге делается на вопросы юридического характера. Впоследствии эти хадисы использовались при вынесении правового заключения (фетва). Джами ат-Тирмизи стал важным источником для различных точек зрения различных богословско-правовых школах (мазхаб).

### Сунан ибн Маджа
«Сунан Ибн Маджа» (араб. سنن ابن ماجه‎) — написанный Ибн Маджой и входящий в число шести самых авторитетных суннитских сборников хадисов. Сборник содержит более 4000 хадисов, разделён на 32 книги (кутуб) и 1500 глав (абваб). В нём представлены не только достоверные хадисы, но и «слабые». Большинство суннитских богословов ставят этот сборник на шестое место среди шести самых авторитетных сборников хадисов. Некоторые богословы (ан-Навави и Ибн Хальдун) исключали «Сунан» из списка авторитетных, другие заменяли его либо на «Муватту» имама Малика, либо на «Сунан ад-Дарими». Впервые официально он был включён в Кутуб ас-Ситта в XI веке исламским богословом Ибн аль-Кайсарани.